# Marc R. Pacheco

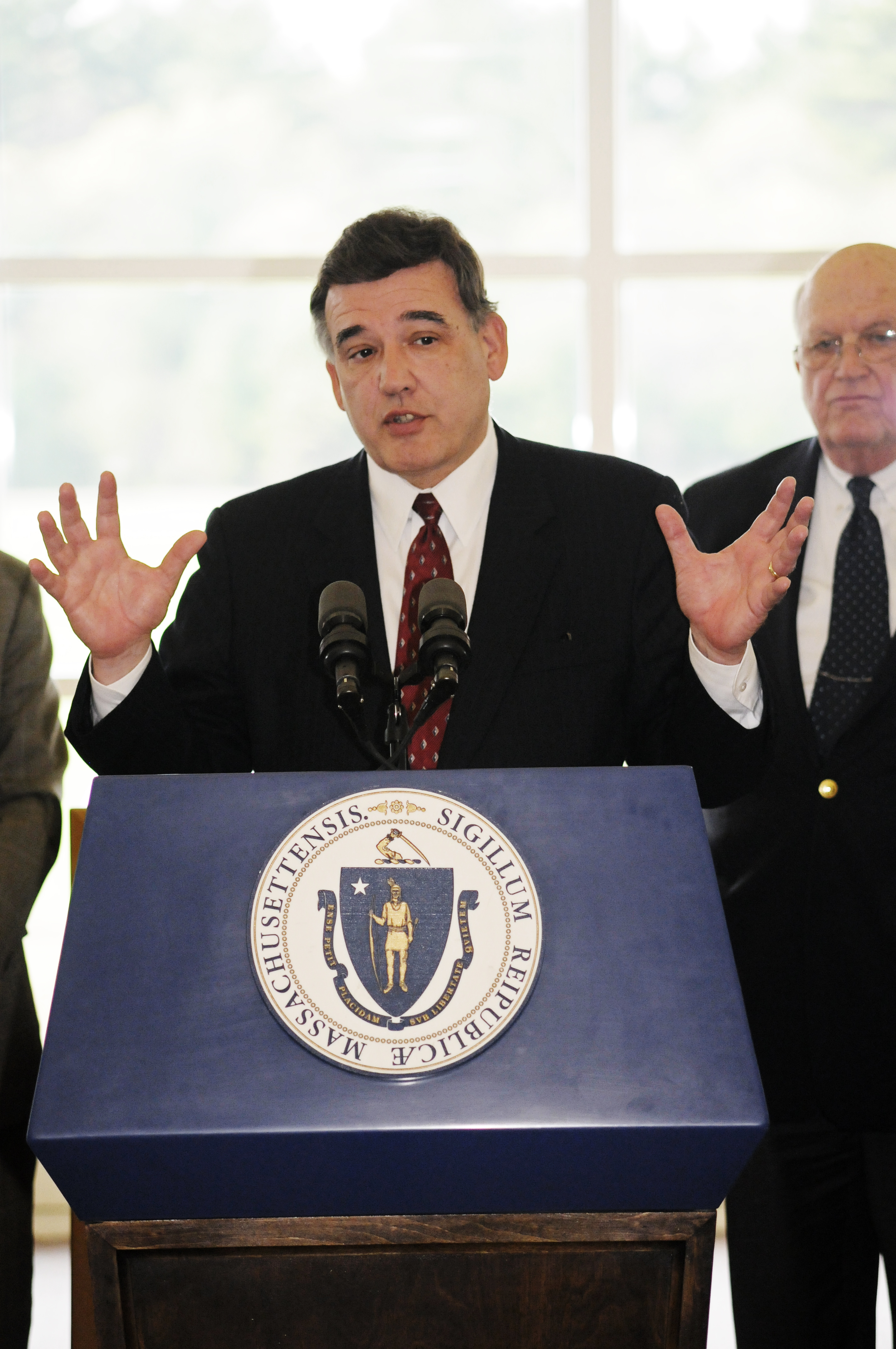
Marc Pacheco (2008)

Marc R. Pacheco (* 29. Oktober 1952 in Taunton, Massachusetts) ist ein US-amerikanischer Politiker. Er gehört den Demokraten an. Er ist der am längsten ununterbrochen Angehörige des Senats von Massachusetts und damit der Dean des Senats.

## Werdegang
1973 erhielt Pacheco von der University of Massachusetts Amherst einen Associate Degree, 1985 vom New Hampshire College in Manchester (New Hampshire) einen Bachelor of Science und 1989 einen Mastertitel in öffentlicher Verwaltung von der Suffolk University in Boston.
Von 1980 bis 1989 gehörte Pacheco dem  Taunton School Committee an, dem er von 1987 bis 1988 vorstand. Seit 1993 ist er Mitglied des Taunton Democratic City Committee und des Democratic State Committee. Von 1982 bis 1988 war Pacheco Chefassistent des Bürgermeisters von Taunton. Pacheco wurde 1988 in das Repräsentantenhaus von Massachusetts und 1992 für den ersten Distrikt von Plymouth und von Bristol in den Senat von Massachusetts gewählt.
Von 1995 bis 2000 war Pacheco Treuhänder der James Madison Memorial Fellowship Foundation und von 2002 bis 2003 Appointive Director des Federal Home Loan of Boston.

## Politische Themen

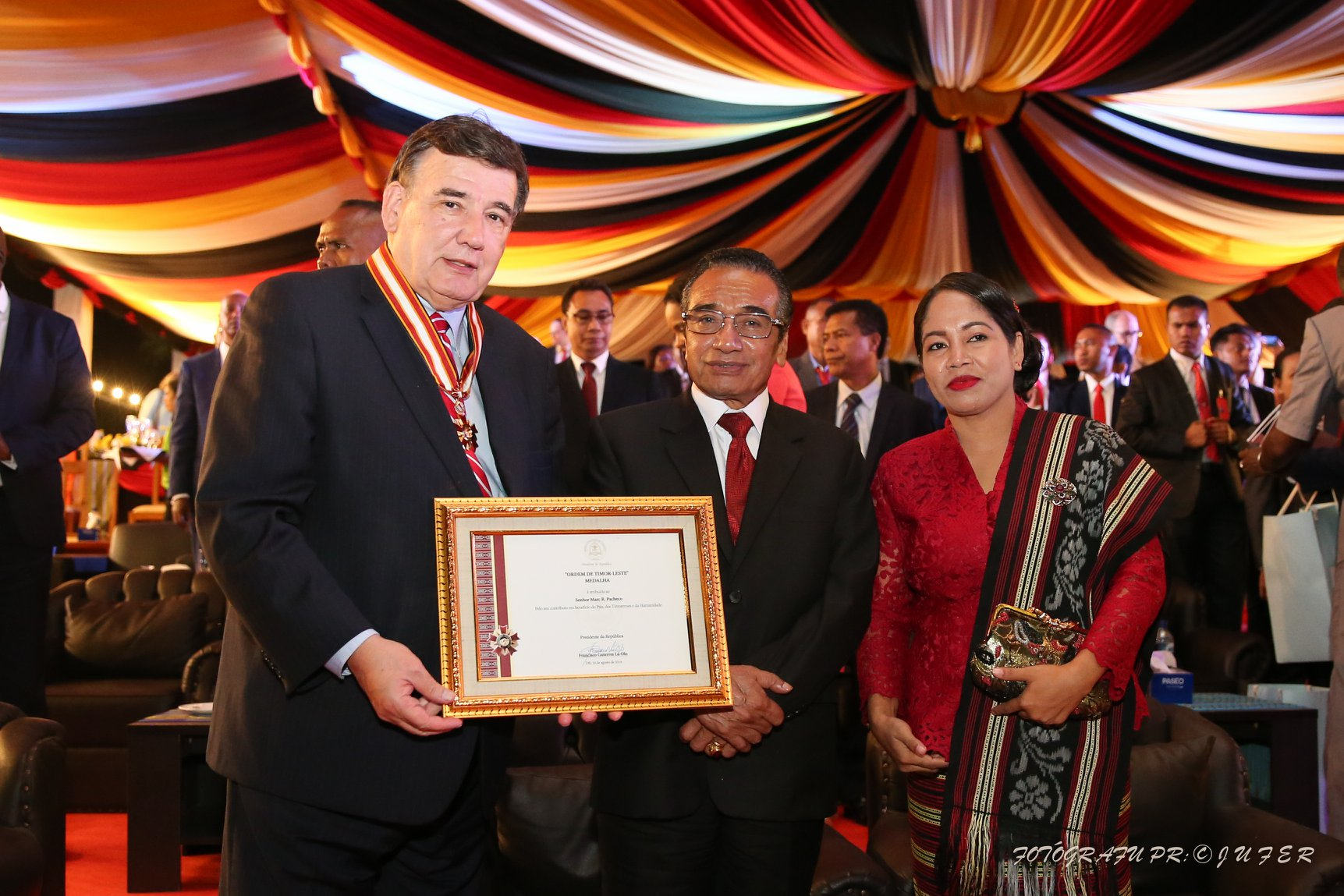
Pacheco erhält den Ordem de Timor-Leste bei den Feierlichkeiten zum zwanzigsten Jubiläum des Unabhängigkeitsreferendums (2019)

Pacheco ist der Gründungsvorsitzende des Senatskomitees zur globalen Erwärmung und Klimawandel und arbeitet im gemeinsamen Komitee für Telekommunikation, Betriebsmittel und Energie, dem gemeinsamen Komitee zur wirtschaftlichen Entwicklung und Energietechnologie, dem gemeinsamen Komitee zur Exportentwicklung und Aufsicht, dem gemeinsamen Komitee für Umwelt, natürliche Ressourcen und Landwirtschaft, dem gemeinsamen Komitee für Staatsadministration und weitere Komitees. 2007 ernannte Al Gore Pachero zu einem „Climate Leader“.
Zusammen mit portugiesischstämmigen Amerikanern engagierte Pacheco sich für die Unabhängigkeitsbestrebungen des von Indonesien besetzten Osttimor.

## Privates
Pacheco ist verheiratet mit Barbara (Sylvia) Pacheco.

## Auszeichnungen
- Großes Goldenes Ehrenzeichen mit dem Stern für Verdienste um die Republik Österreich[2]
- Komtur des portugiesischen Ordens des Infanten Dom Henrique (2000)[2]
- Sankt-Olga-Medaille der russischen Region Pskow für humanitäre Leistungen (2005)[2]
- Medal des osttimoresischen Ordem de Timor-Leste (2019)[3]